# Annette Hohn
Annette Hohn z domu Drews (ur. 22 listopada 1966 w Schwerinie) – niemiecka wioślarka. Brązowa medalistka olimpijska z Barcelony.
Urodziła się w NRD i do zjednoczenia Niemiec startowała w barwach tego kraju. Zawody w 1992 były jej jedynymi igrzyskami olimpijskimi. Medal zdobyła w czwórce bez sternika, płynęła wspólnie z Gabriele Mehl, Birte Siech i Antje Frank. Na mistrzostwach świata zdobyła dwa medale w ósemce  -srebro w 1989 i  brąz w 1990(jeszcze w barwach NRD).